# 烏來喙盲蝽
烏來喙盲蝽（学名：Proboscidocoris malayus）为盲蝽科喙盲蝽屬下的一个种。